# Bongo Rock
Az 1973-as Bongo Rock az amerikai Incredible Bongo Band nagylemeze. Szerepel az 1001 lemez, amit hallanod kell, mielőtt meghalsz című könyvben.

## Az album dalai
|    | Cím                   | Szerző(k)       | Hossz |
| -- | --------------------- | --------------- | ----- |
| 1. | Let There Be Drums    | Nelson, Podolar | 2:38  |
| 2. | Apache                | Lordan          | 4:54  |
| 3. | Bongolia              | Botkin          | 2:14  |
| 4. | Last Bongo In Belgium | Botkin, Viner   | 6:55  |
| 5. | Dueling Bongos        | Botkin, Viner   | 2:56  |
| 6. | In-A-Gadda-Da-Vida    | Ingle           | 7:42  |
| 7. | Baunchy '73           | Justis, Manker  | 3:23  |
| 8. | Bongo Rock            | Egnoian, Epps   | 2:35  |